# Ignacio Vasallo
Juan Ignacio Vasallo Tomé (nacido en 1945) es un profesional del turismo, periodista y ex administrador público español.

## Educación y primeros años
Juan Ignacio Vasallo Tome nació en 1945 en Valencia, España, hijo de Jesús Vasallo Ramos, periodista, dramaturgo y guionista y de María del Rosario Tome Alonso.
Se licenció en derecho por la Universidad Complutense de Madrid y se graduó en periodismo por la Escuela Oficial de Periodismo de Madrid.

## Carrera
Vasallo se incorporó como Técnico Superior a la Administración civil del Estado española en 1970, tras superar las oposiciones. En 1972 accedió al Cuerpo de Técnicos de Información y Turismo del Estado y pasó a ser destinado al Gabinete del ministro.
En 1974 fue destinado como consejero de Información y Turismo a la Embajada de España en Estocolmo.
De 1979 a 1981 fue jefe del Gabinete de la secretaría de Estado de Turismo. En ese año fue designado Miembro del Comité ejecutivo de Fitur la feria Internacional de Turismo de Madrid.
Director general de Promoción del Turismo en el Ministerio de transportes, turismo y telecomunicaciones (1982-1985).
De 1985 a 1987 Vasallo fue el Primer director general de Turespaña. Desempeñó un papel clave en el lanzamiento de la campaña de promoción internacional “España todo bajo el Sol” 1984-1990, que incluía el logotipo diseñado por Joan Miró.
En 1988 fundó la firma de asesoramiento en estrategia turística Business Consultants. Es Fundador y miembro del Consejo de administración de Spanair.
También ha pertenecido a los Consejos de Aviaco, Gate Gourmet, y Viajes Marsans. Participó en la fundación de las publicaciones Cambio 16 y Diario 16 de las que fue miembro de sus consejos de administración.
En 2011, Vasallo fue nombrado director de la Oficina española de Turismo en París, tras haber dirigido las oficinas en Nueva York, Milán y Londres.
Tras retirarse del servicio público se centró en el periodismo. Colabora en publicaciones como El Economista, Última Hora de Palma de Mallorca, Mundiario, Euromundo global, Hosteltur y Tourinews.
Es director de Relaciones Internacionales de la Federación Española de Periodistas y Escritores y de Turismo ( FEPET).

## Publicaciones
Participo en el proyecto Historia del turismo en España: desarrollo y trayectorias regionales.

## Reconocimeintos
Vasallo ha sido galardonado con la Encomienda (2000) y con la Gran Cruz de la Orden de Isabel la Católica, con la Cruz del Mérito Naval y con la Cruz de la Orden sueca de la Estrella Polar.
También ha recibido las medallas de oro del Turismo de Mallorca y de Ibiza.